# Krynica-Wieś
Krynica-Wieś – część miasta Krynica-Zdrój (SIMC 0960444), w województwie małopolskim, w powiecie nowosądeckim. Do końca 1949 roku samodzielna wieś.
Leży w środkowo-południowej części miasta, na południe od centrum Krynicy, głównie w okolicy ul. Źródlanej, blisko stacji kolejowej Krynica-Zdrój. Ma rozkład nieregularny. Dawna wieś w formalnym znaczeniu obejmowała wszystkie tereny wiejskie na południe, zachód i północ od miasta Krynicy. Znajduje się tu zlikwidowany przystanek kolejowy Krynica Wieś.

## Historia
Dawniej Krynica-Wieś i Krynica-Zdrój stanowiły jedną miejscowość i gminę jednostkową o nazwwe Krynica. 21 lipca 1911 z Krynicy wyodrębniono gminę miejską (rządzącą się ustawą z 1896) o nazwie Krynica-Zdrój (Krynica Bad) o stosunkowo małym obszarze ściśle wokół uzdrowiska, po czym pozostały obszar gminy otrzymał nazwę Krynica Wieś. Odtąd Krynica-Wieś stanowiła odrębną gminę jednostkową w powiecie nowosądeckim w województwie krakowskim. 15 maja 1928 wyłączono z niej znaczny obszar (a także z sąsiedniej wsi Słotwiny), włączając go do miasta Krynicy-Zdroju. 
1 kwietnia 1929 do gminy Krynica-Wieś włączono zniesioną gminę Słotwiny.
1 sierpnia 1934 Krynica Wieś utworzyła zbiorową gminę Krynica-Wieś, która zachowała charakter jednostkowy, ponieważ składała się z tylko jednej miejscowości.
Podczas II wojny światowej w powiecie Neu-Sandez (nowosądeckim) w dystrykcie krakowskim, w Generalnym Gubernatorstwie. W 1943 roku liczyła 3245 mieszkańców.
1 stycznia 1950 Krynicę-Wieś (ze Słotwinami) włączono do miasta Krynica, likwidując tym samym gminę Krynica.